# Richard Swineshead

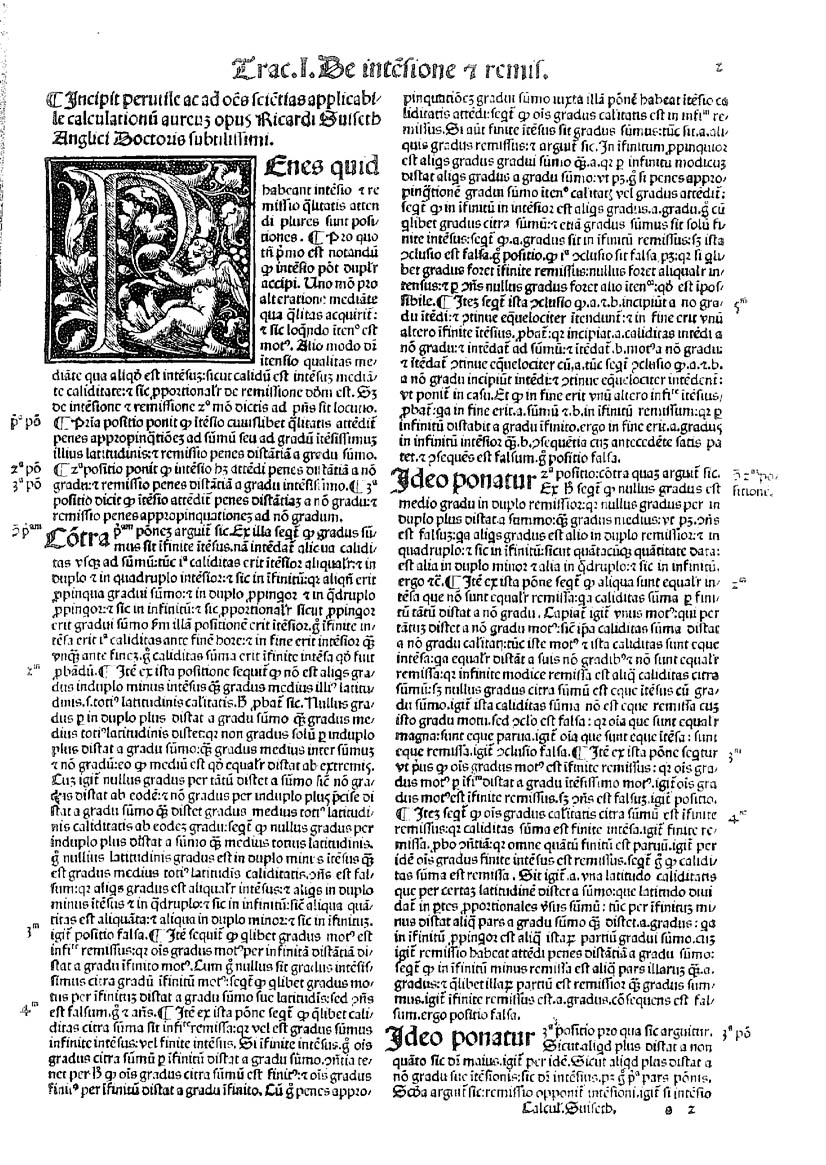
Calculator, 1520

Richard Swineshead (auch: Richard Suisset, John Suisset, Richard Suiseth) (bl. 1340 – 1354) war ein englischer Mathematiker, Logiker und Naturphilosoph.
Er gehörte zu den Oxford Calculators am Merton College, wo er im Jahre 1344 (evtl. 1340) den Rang eines Fellow innehatte.
Sein Meisterwerk war Liber calculationum (1350), eine Serie mathematischer Abhandlungen.
Robert Burton (1577–1640) schrieb in Anatomie der Melancholie, dass Julius Caesar Scaliger und Gerolamo Cardano Suisset the Calculator bewunderten, als jemanden „… qui pene modum excessit humani ingenii“ („… dessen Begabung fast übermenschlich war“).
Gottfried Leibniz schrieb 1714 in einem Brief an M. M. Remond de Montmorency: „Il y a eu autrefois un Suisse, qui avoit mathématisé dans la Scholastique: ses Ouvrages sont peu connus; mais ce que j'en ai vu m'a paru profond et considérable.“ („Es hat früher einen Schweizer gegeben, der Mathematik innerhalb der Scholastik betrieb: Seine Werke sind wenig bekannt, aber die ich gesehen habe, scheinen mir tiefgründig und relevant.“) Leibniz hatte eine Kopie einer der Abhandlungen von Swineshead aus der Bibliothèque du Roi in Paris.
Girolamo Cardano (1501–1576) erwähnte Swineshead (als John Suisset the Calculator) in seiner Liste der 12 Größten Gelehrten.